# Novodinia americana
Novodinia americana är en sjöstjärneart som först beskrevs av Addison Emery Verrill 1880.  Novodinia americana ingår i släktet Novodinia och familjen Brisingidae. Inga underarter finns listade i Catalogue of Life.